# Estação Marchala Pokrychkina
Marchala Pokrychkina (em russo:  Маршала Покрышкина) é uma das estações da linha Dzerjinskaia (Linha 2) do Metro de Novosibirsk, na Rússia. Estação «Marchala Pokrychkina» está localizada entre as estações «Beriosovaia Roshcha» e «Sibirskaia».